# Jesús Fueyo Álvarez
Jesús Florentino Fueyo Álvarez (La Felguera, Langreo, 27 de febrero de 1922-Madrid, 12 de junio de 1993) fue un destacado intelectual español de la segunda mitad del siglo XX, vinculado al sector falangista del régimen del general Franco y muy activo en la política de la época hasta la Transición. Catedrático de Derecho Político y de Teoría de la Política, Letrado del Consejo de Estado de España, Delegado nacional de Prensa y Radio del Movimiento (1957-1961) y Procurador en Cortes. Fue miembro de la Real Academia de Ciencias Morales y Políticas.Fue el autor de una frase famosa: "Después de Franco, las instituciones".

## Biografía
Nació en la población asturiana de La Felguera, perteneciente a Langreo, hijo de un suboficial del Ejército, maestro armero. Vivió en Melilla su infancia y su juventud. Tras la guerra estudió Derecho en la Universidad Central, en donde se doctoró con una tesis sobre «Tocqueville y la estructura de la sociedad democrática» (1953). Fue discípulo de Carl Schmitt y de Francisco Javier Conde.  
En 1947 obtiene por oposición plaza de Letrado del Consejo de Estado. Se jubiló en 1987 como Letrado mayor de la sección tercera (administración territorial).  
En 1955 accedió a la cátedra de Derecho político de la Universidad de Santiago y en 1969 a la de Teoría de la Política, esta vez en la Facultad de Ciencias Políticas, Económicas y Comerciales de la Universidad de Madrid. Fue director del Instituto de Estudios Políticos entre 1962 y 1969, y entre 1974 y 1977, y consiguientemente Consejero de Estado. Con las revistas y colecciones del Instituto colaboró durante más de dos décadas. Desde 1964 hasta 1977 fue Procurador en las Cortes. Fue también profesor de la Escuela Oficial de Periodismo y de la Escuela Diplomática. Miembro del primer consejo editorial de la revista Razón Española, fundada en 1983 por Gonzalo Fernández de la Mora.  
En 1967 fue nombrado consejero nacional del Movimiento por designación directa del jefe de Estado. En 1981 ingresó en la Real Academia de Ciencias Morales y Políticas en sustitución de Alberto Martín Artajo con un discurso titulado Eclipse de la historia.
Entre sus discursos y conferencias de significación política destacan singularmente Pueblo y Estado (1962), Desarrollo político y orden constitucional (1964), Sistema político y voluntad de futuro (1964). Llamado a colaborar en los proyectos constitucionales de José Luis de Arrese en 1956, intervino luego en la redacción de la Ley de Principios Fundamentales (1958).  Ponente en 1967 del proyecto de Ley orgánica del Movimiento. Miembro en 1976 de la comisión mixta Gobierno-Consejo Nacional, antes del cese de Arias Navarro. En 1977, en la votación de la Ley para la Reforma Política, se abstuvo. En 1982 disertó en el Club Siglo XXI sobre "La Transición indefinida".

## Obra
En 1973 publicó su obra más conocida, La vuelta de los Budas. Ensayo ficción sobre la última historia del pensamiento y de la política. La época insegura (1962) es una colección de artículos publicados entre 1959 y 1962, principalmente en el diario Arriba y la revista SP. Los volúmenes La mentalidad moderna (1967) y Estudios de Teoría Política (1968) recogen la mayor parte de sus trabajos científico-jurídicos y científico-políticos publicados sobre todo en las revistas del Instituto de Estudios Políticos, Revista de Administración Pública y Revista de Estudios Políticos. Deben ser mencionados entre otros los siguientes:
- La doctrina de la administración de facto (1950)
- Legitimidad, validez y eficacia (1951)
- La distribución orgánica y territorial de la Administración desde el punto de vista de la racionalización de su funcionamiento (1951)
- El sentido del Derecho y el Estado moderno (1953)
- Estado moderno y decadencia española (1954)
- La idea de "auctoritas". Génesis y desarrollo (1956)
- Tomás Moro y el utopismo político (1956)
- Humanismo europeo y humanismo marxista (1957)
- Esquema de la subversión de nuestro tiempo (1958)
- La filosofía del orden político: de la metafísica al nihilismo (1960)
- Ideología y estructura de la sociedad soviética (1961)
- La técnica y el sentido de la Historia  (1962)
- La teología política del Estado-Nación y el anglicanismo político (1968)
- Sobre el saber político actual (1968)
- Mundialización política y cultura de masas (1969)
- La relación trascendental de Cristo con el hombre en el pensamiento teológico de Karol Wojtyla (1982)
- El problema de la representación en las democracias de masas (1983)
- Montesquieu y el espíritu de la política    (1988)
- Sobre Heidegger y el nacionalsocialismo  (1988)
- La izquierda, año cero (1990)
- Reflexión sobre la época ahistórica (1991)
- El mundo postsoviético  (1992).
- La oscuridad de la nada: comunismo y nihilismo (1993)

## Condecoraciones
- Gran Cruz de la Orden de Cisneros (1963)[6]
- Gran Cruz de la Orden de San Raimundo de Peñafort (1964)[7]
- Gran Cruz de la Orden Imperial del Yugo y las Flechas (1967)[8]
- Gran Cruz de la Orden Civil de Alfonso X el Sabio (1972)[9]
- Gran cruz del Mérito Militar con distintivo blanco[4]
- Comendador de la Orden del Mérito Civil.[4]